# Kúty (stacja kolejowa)
Kúty – stacja kolejowa w miejscowości Kúty, położona w kraju trnawskim, na Słowacji. Stacja znajduje się na linii kolejowej nr 110. Stanowi ważny węzeł komunikacji kolejowej w skali kraju. Jest stacją graniczną, obsługującą pociągi do i z Czech Operatorem stacji, tak jak całej infrastruktury kolejowej na Słowacji są Železnice Slovenskej republiky.